# اتفاقية ماليزيا
اتفاقية ماليزيا أو الاتفاقية المتعلقة بماليزيا بين المملكة المتحدة لبريطانيا العظمى وأيرلندا الشمالية واتحاد مالايا وبورنيو الشمالية وساراواك وسنغافورة كانت الاتفاقية التي جمعت بين شمال بورنيو وساراواك وسنغافورة مع الولايات القائمة في اتحاد مالايا، الاتحاد الناتج يسمى ماليزيا. تم طرد سنغافورة في وقت لاحق من ماليزيا، وأصبحت دولة مستقلة في 9 أغسطس 1965.

## خلفية
تأسس اتحاد الملايو من قبل الملايو البريطانية ويتألف من الولايات الماليزية الموحدة بيراك وسيلانجور ونيجري سيمبيلان وباهانج ولايات كيدا وبرليس وكيلانتان وترينجانو وجوهور الملايو ومستوطنات مضيق بينانج ومالاكا. ظهرت إلى حيز الوجود في عام 1946 من خلال سلسلة من الاتفاقيات بين المملكة المتحدة واتحاد الملايو. حل فيدرالية الملايو محل اتحاد الملايو في 1 فبراير 1948، وحقق الاستقلال داخل كومنولث الأمم في 31 أغسطس 1957.
بعد نهاية الحرب العالمية الثانية أصبح إنهاء الاستعمار الهدف المجتمعي للشعوب في ظل الأنظمة الاستعمارية التي تطمح إلى تحقيق تقرير المصير. اللجنة الخاصة المعنية بإنهاء الاستعمار المعروفة أيضًا باسم لجنة الأمم المتحدة الخاصة المكونة من 24 شخصًا والمعنية بإنهاء الاستعمار والتي انعكست في إعلان الجمعية العامة للأمم المتحدة في 14 ديسمبر 1960 لإعلان منح الاستقلال للبلدان والشعوب المستعمرة فيما يلي، والمعروفة باسم لجنة الـ 24، أو ببساطة لجنة إنهاء الاستعمار، في عام 1961 من قبل الجمعية العامة للأمم المتحدة بهدف مراقبة تنفيذ إعلان منح الاستقلال للبلدان والشعوب المستعمرة وتقديم توصيات بشأن تطبيقه. واللجنة أيضا خلفت للجنة السابقة للمعلومات من الأقاليم غير المتمتعة بالحكم الذاتي. على أمل تسريع تقدم إنهاء الاستعمار، اعتمدت الجمعية العامة في عام 1960 القرار 1514 المعروف أيضًا باسم «إعلان منح الاستقلال للبلدان والشعوب المستعمرة» أو ببساطة «إعلان إنهاء الاستعمار». وذكرت أن لجميع الناس الحق في تقرير المصير، وأعلنت أنه ينبغي إنهاء الاستعمار على وجه السرعة ودون قيد أو شرط.
بموجب اتفاقية ماليزيا الموقعة بين بريطانيا العظمى واتحاد مالايا ستسن بريطانيا قانونًا للتخلي عن السيطرة السيادية على سنغافورة وساراواك وشمال بورنيو (صباح الآن). وقد تم تحقيق ذلك من خلال سن قانون ماليزيا لعام 1963 الذي تنص الفقرة 1 (1) منه على أنه في يوم استقلال ماليزيا، «سيتم التنازل عن سيادة صاحبة الجلالة وولايتها القضائية فيما يتعلق بالولايات الجديدة حتى يتم منحها بالطريقة المتفق عليها»

### إنهاء الاستعمار وتقرير المصير والاستفتاء
شكلت مسألة تقرير المصير فيما يتعلق بشعوب شمال بورنيو وساراواك وسنغافورة حجر الأساس لتحدي آخر أمام تشكيل اتحاد ماليزيا. بموجب البيان المشترك الصادر عن الحكومتين الفيدرالية البريطانية والملاوية في 23 نوفمبر 1961 نص البند 4 على ما يلي: قبل التوصل إلى أي قرار نهائي من الضروري التأكد من آراء الشعوب. وبناءً عليه تقرر إنشاء لجنة للقيام بهذه المهمة وتقديم التوصيات.
في إطار ضمان تنفيذ إنهاء الاستعمار وفقًا لرغبات شعوب شمال بورنيو، قامت الحكومة البريطانية بالتعاون مع حكومة اتحاد مالايا بتعيين لجنة تحقيق في شمال بورنيو وساراواك في يناير 1962 لتحديد ما إذا كان الناس أيدوا اقتراح إنشاء اتحاد ماليزيا. الفريق المكون من خمسة رجال والذي يتكون من اثنين من الملايو وثلاثة ممثلين بريطانيين كان برئاسة اللورد كوبولد.
في سنغافورة سعى حزب العمل الشعبي إلى الاندماج مع ماليزيا على أساس التفويض القوي الذي حصل عليه خلال الانتخابات العامة لعام 1959 عندما فاز بـ 43 مقعدًا من أصل 51 مقعدًا. ومع ذلك أصبح هذا التفويض موضع تساؤل عندما أدى الخلاف داخل الحزب إلى الانقسام. في يوليو 1961 بعد مناقشة حول تصويت على الثقة في الحكومة تم طرد 13 من أعضاء البرلمان من حزب العمل الشعبي بسبب امتناعهم عن التصويت. ذهبوا لتشكيل حزب سياسي جديد الجبهة الاشتراكية، أغلبية حزب العمل الشعبي في الجمعية التشريعية تم تقليصها حيث أنهم الآن لا يملكون سوى 30 مقعدًا من أصل 51 مقعدًا. حدثت المزيد من الانشقاقات حتى حصل حزب العمل الشعبي على أغلبية بمقعد واحد فقط في المجلس. بالنظر إلى هذا الوضع كان من المستحيل الاعتماد على التفويض الذي تم تحقيقه في عام 1959 للمضي قدمًا في عملية الدمج. كان التفويض الجديد ضروريًا، خاصة وأن الجبهة الاشتراكية جادلت بأن شروط الاندماج المعروضة كانت ضارة لشعب سنغافورة (مثل خفض المقاعد في البرلمان الفيدرالي مقارنة بسكانها، والقدرة على التصويت فقط في انتخابات سنغافورة) والالتزام بأن تساهم سنغافورة بنسبة 40٪ من إيراداتها للحكومة الفيدرالية. من أجل تهدئة هذه المخاوف تم تضمين عدد من الأحكام الخاصة بسنغافورة في الاتفاقية.
بينما أرسلت بروناي وفداً لتوقيع اتفاقية ماليزيا، إلا أنهم لم يوقعوا لأن سلطان بروناي كان يرغب في الاعتراف به كحاكم كبير في الاتحاد.
في 11 سبتمبر 1963 قبل أربعة أيام فقط من إنشاء الاتحاد الجديد لماليزيا طلبت حكومة ولاية كيلانتان إعلانًا بأن اتفاقية ماليزيا وقانون ماليزيا باطلان، أو بدلاً من ذلك حتى لو كانا صحيحين، فهم لم يُلزموا ولاية كيلانتان. جادلت حكومة كيلانتان بأن كلاً من اتفاقية ماليزيا وقانون ماليزيا ليسا ملزمين لكلانتان على الأسس التالية أن قانون ماليزيا في الواقع ألغى اتحاد المالايا وهذا مخالف لاتفاقية اتحاد مالايا لعام 1957 بأن التغييرات المقترحة تتطلب موافقة كل من الولايات المكونة لاتحاد المالايا - بما في ذلك كيلانتان - ولم يتم الحصول على هذا. تم رفض هذه الدعوى من قبل جيمس طومسون رئيس المحكمة العليا في ذلك الوقت الذي حكم بأن الدستور لم يتم انتهاكه أثناء مناقشة وإنشاء قانون ماليزيا.